# Raúl Bobadilla
Pour les articles homonymes, voir Bobadilla (homonymie).
Raúl Marcelo Bobadilla est un footballeur paraguayen né le 18 juin 1987 à Buenos Aires. Il évolue actuellement au poste d'attaquant au FC Aarau.

## Biographie

### En club

#### Départ en Allemagne au Borussia Mönchengladbach (2009-2012)

##### Prêt au Aris Salonique (2011)
En janvier 2011, il rejoint le Aris Salonique en prêt et signe un contrat jusqu'à la fin de la saison.

#### BSC Young Boys (2012-2013)
Fin janvier 2012, il signe avec un autre club suisse : le BSC Young Boys, il a signé un contrat de deux ans et demi, soit en juin 2014 et une année supplémentaire en option avec le club de la capitale suisse,.
Début janvier 2013, YB annonce que le joueur désire quitter le club bernois pour un autre club suisse.

#### FC Bâle (2013)
En janvier 2013, il rejoint le FC Bâle et signe un contrat de quatre ans et demi avec le club rhénan,,.
Mi-août 2013, son aventure bâloise prend fin suite à un scandale d'excès de vitesse.

#### Retour en Allemagne au FC Augsbourg (2013-2017)
En 2013, il rejoint le FC Augsbourg.
En janvier 2017, il prolonge son contrat de deux années au FC Augsbourg soit jusqu'à fin juin 2020.

#### Retour au Borussia Mönchengladbach (2017-2018)
En août 2017, il s'engage pour une durée de deux ans en faveur du Borussia Mönchengladbach et fait ainsi son retour en Bundesliga.

#### Retour en Argentine au Argentinos Juniors (2018-2020)
En manque de temps de jeu, le 11 juin 2018, Bobadilla rejoint l'un des clubs de la ville de Buenos Aires, l'Argentinos Juniors avec un contrat jusqu'en 2021.

#### Transfert au Club Guarani (2021)

##### Prêt au Fluminense FC (2021)
En avril 2021, il rejoint en prêt le club brésilien Fluminense FC,.

#### Retour en Suisse au FC Schaffhouse (2022-2023)
En février 2022, il retrouve la Suisse et le club : le FC Schaffhouse qui évolue en Challenge League (2ème division) pour un contrat qui n'a pas été dit.

#### Bandırmaspor (2023)
Fin mai 2023, il rejoint le club turque Bandırmaspor.

#### Retour au FC Schaffhouse (2024)
En janvier 2024, il fait son grand retour au FC Schaffhouse.

#### FC Aarau (depuis 2024)
Fin juin 2024, il signe pour une année (jusqu'à fin juin 2025) de contrat au FC Aarau.
Début juillet 2025, il prolonge son contrat d'une année supplémentaire dans le club argovien, soit jusqu'à fin juin 2026.

## Palmarès
- 2x Championnat de Suisse : 
  - 2012-2013
  - 2013-2014